# Frederick Hasselburg
Frederick Hasselburg, in verschiedenen Quellen auch Hazelburgh, Hasselbough oder Hasselborough geschrieben, (* unbekannt; † 4. November 1810 im Perseverance Harbour, Campbell Island, Neuseeland) war ein australischer Kapitän und Seehundjäger. Er gilt als der Entdecker von Campbell Island und Macquarie Island im südlichen Pazifischen Ozean.

## Leben
Erste Quellen erwähnten, dass Frederick Hasselburg im Jahr 1807 als erster Offizier auf dem Frachtschiff The Brothers nach Sydney, Australien kam. Angestellt bei der Firma Robert Campbell in Sydney stach Hasselburg im September 1809 als Kapitän der Brigg Perseverance mit dem Ziel der Auckland Islands in See. Spät im November erreichte das Schiff die Inselgruppe, um für einen Monat nach Seehunden zu jagen und Felle und Öl zu gewinnen. Auf der Weiterfahrt nach Südosten stieß die Crew schließlich am 4. Januar 1810 auf die bis dahin unentdeckte Insel Campbell Island. Hasselburg ließ sechs seiner Männer für die Seehundjagd für geplante sechs Monate zurück und segelte zunächst in die Bay of Islands, um danach nach Sydney zurückzukehren, wo er am 28. April in den Hafen einlief.
Am 25. Juni verließ die Perseverance den Hafen wieder, um die zurückgelassene Crew abzuholen, deren Proviant langsam zur Neige gehen musste. Statt den direkten Kurs auf Campbell Island zu wählen, ließ Hasselburg mehr südlich steuern und entdeckte auf diesem Wege am 11. Juli 1810 Macquarie Island. Anstatt seine Leute auf Campbell Island abzuholen, ließ er auf Macquarie Island weitere Leute zum Seehundjagen zurück und kehrte zum Erstaunen aller in Sydney am 17. August zum Heimathafen zurück. Gerüchte machten die Runde, dass er seine Leute auf Campbell Island im Stich gelassen hatte.
Am 6. September segelte Hasselburg mit seiner Crew nach Macquarie Island, um am 2. Oktober 827 Felle an Bord zu nehmen, ließ wieder 20 Leute für die weitere Jagd zurück und segelte nach 15 Tagen Aufenthalt in Richtung Campbell Island, wo er am 22. Oktober in den Perseverance Harbour einlief. Seine Leute dort hatten sich schon zwischenzeitlich wegen des knappen Proviants mit der Jagd auf Vögel versucht am Leben zu erhalten. Als am 4. November Hasselburg mit einigen seiner Leute eine Inspektion an Land machte, kenterte deren kleines Boot auf der Rückfahrt zum Schiff und Hasselburg ertrank mit zwei seiner Leute.
18 Jahre später sank im September 1828 das vormals von ihm kommandierte Schiff vor Campbell Island bei einem erneuten Besuch der Insel. Der Perseverance Harbour wurde später nach dem Schiff benannt.

## Posthume Ehrungen
- Hasselburg Stream – ein nach ihm benannter, rund einen Kilometer langer Bach nördlich des Eingangs zum Perseverance Harbour.
- Hasselborough Bay – eine nach ihm benannte Bucht am nördlichen Ende von Macquarie Island.